# Los Tres Puntos
Los Tres Puntos sind eine französische Ska-Band, die 1995 gegründet wurde und seitdem vier Studioalben, eine Split-CD sowie ein Livealbum veröffentlicht hat. Der Musikstil ist von Mr. Review, Mano Negra, Babylon Circus, The Specials und anderen beeinflusst. Die Texte sind in französischer, spanischer und englischer Sprache. Das Album 10 Ans Ferme wurde in Frankreich mehr als 5000-mal verkauft, obwohl die Band keinen Plattenvertrag besitzt.
Los Tres Puntos sind auch schon in Deutschland und der Schweiz aufgetreten, unter anderem mit Dr. Ring Ding sowie mit den befreundeten Big Banders.

## Diskografie
- Ska Two Ska (1998, Split-CD mit Bizness)
- Aficionados (2000)
- Si Oh (2003)
- 10 Ans Ferme (2006)
- Live (2007, CD und DVD)
- Hasta la Muerte (2011)